# Бремя (фильм)
«Бремя» (англ. Cargo — груз) — австралийский постапокалиптический художественный фильм 2017 года с Мартином Фрименом в главной роли.
Фильм стал полнометражным дебютом Бена Хоулинга и Иоланды Рамке и основан на их же одноимённой короткометражке 2013 года (с другими актёрами). Основная канва сюжета следует сюжету корометражки: действие происходит в Австралии на фоне зомби-апокалипсиса, и главному герою, уже инфицированному, за оставшиеся часы его жизни необходимо найти новую семью для его маленькой дочери.
Премьера фильма состоялась на Кинофестивале в Аделаиде 6 октября 2017 года.

## Сюжет
Действия фильма происходят в Австралии в постапокалиптической обстановке: из-за распространения вируса бешенства почти всё население превратилось в плотоядных зомби, преследующих людей. Семья, состоящая из Энди, его жены Кэй и их годовалой дочери Рози путешествует по реке в плавучем доме, где у них меньше шансов столкнуться с заражёнными. У них кончаются припасы, но Энди считает, что выходить на берег пока опасно. Встретив полузатонувшую лодку, Энди удаётся взять оттуда консервы, которых должно хватить надолго. Чтобы найти в подарок мужу бритву, Кэй тоже отправляется на лодку, где её, однако, кусает спрятавшийся зомби. После укуса проходит до 48 часов, прежде чем человек превращается в такого же зомби. Энди решает добраться до ближайшей больницы, и семья выходит на берег, забирая одну из найденных бесхозных машин.
Местность пустынна, хотя время от времени Энди видит в окрестностях заражённых. Когда машина чуть не сбивает стоящего на пути человека и врезается в дерево, Энди понимает, что Кэй уже превратилась в зомби. Он убивает её специальным уколом, но она успевает его укусить. Зная, что ему осталось только 48 часов до  обращения, он продолжает путь в одиночку, с дочкой в рюкзаке, в надежде оставить её в безопасном месте. Мужчина, которого он чуть не сбил, оказывается заражённым отцом девочки-аборигенки Туми, которая по-прежнему заботится о нём и прячет, чтобы отца не убили члены её племени, которые разыскивают и уничтожают зомби в округе. Энди добирается до больницы, которой уже не существует: в посёлке осталась только одна женщина, бывшая учительница Этта.
По дороге Энди натыкается на Вика, который захватил газовое месторождение, чтобы, когда жизнь опять наладится, зарабатывать на нём. Энди видит, что Вик поймал Туми и пожилого аборигена, которого называют Мудрецом, посадил их в клетки и приманивает к ним зомби, которых затем расстреливает. Молодая женщина Лорейн, которая живёт с Виком, догадывается, что Энди инфицирован, но ночью просит его взять её с собой, потому что она не хочет оставаться в компании Вика. Однако Вик сначала сажает Энди в клетку с Туми, а затем, когда им удаётся выбраться, стреляет в них, случайно убивая вставшую на пути Лорейн. Энди с дочкой и Туми продолжают путь. Туми ищет отца, но обнаруживает, что того убили, пока её не было, и винит себя в этом. Однако, видя очередной приступ Энди, она решает идти с ним дальше, чтобы помочь доставить девочку к семье, живущей у реки, — Энди видел их раньше с плавучего дома.
Когда Энди и Туми на моторной лодке добираются до стоянки семьи, оказывается, что мужчина уже укушен. Он убивает жену, двоих детей и себя, оставляя Энди два патрона. Однако Энди и Туми продолжают путь, ориентируясь на дым от костра и надеясь найти племя Туми. По дороге они видят множество зомби и безутешного Вика, который сначала отнимает Рози у Энди, чтобы отомстить за смерть Лорейн, но затем отдаёт девочку обратно.
Энди остаются последние часы, он уже почти стал зомби. Чтобы не причинить вреда девочкам, он кладёт в рот специальную вкладку, связывает себе руки и просит Туми держать перед ним палку, на конце которой намотаны кишки. Неся на себе Туми и Рози, Энди доходит до отряда аборигенов — истребителей зомби, —  где Туми встречает свою мать. Пожилой абориген Мудрец, которому удалось освободиться из клетки Вика, убивает Энди, чтобы прекратить его мучения. Туми и Рози уходят вместе с племенем Туми в безопасное место, где обустроилось множество аборигенов.

## В ролях
- Мартин Фримен — Энди
- Сьюзи Портер — Кэй
- Симон Ландерс — Туми
- Карен Писториус — Лорейн
- Энтони Хейз — Вик
- Дэвид Галпилил — Мудрец
- Крис Маккуэйд — Этта

## Критика
Фильм получил в целом неплохие отзывы критиков: так, на Rotten Tomatoes его уровень одобрения составил 88% на основе 74 рецензий, со средней оценкой 7.17/10. На Metacritic фильм получил 65 баллов из 100 на основе 12 рецензий.
Рецензенты отмечали актёрскую игру Мартина Фримена, хотя критиковали неторопливость и затянутость ленты. Так, Юлия Авакова писала о том, что «картина снята смело и с чувством, и есть в этом что-то очаровательно-подростковое», хотя режиссёры и «не нашли достаточно убедительных средств, чтобы насытить происходящее, удерживая внимание зрителя все полтора часа и сохраняя тот градус напряженности, который задают драматичнейшие события, разворачивающиеся на экране».
Аналогично, по мнению Бориса Хохлова, событий по сравнению с короткометражным оригиналом в фильме «побольше, но не настолько, чтобы плотно утрамбоваться в сто минут экранного времени», и к тому же «в этих «бонусных» событиях нет ничего сколь-либо оригинального и увлекательного». Единственный существенный плюс полнометражного фильма критик видит в его ведущем актёре: Фримен «показывает, что более чем созрел для центральных образов – он возвышается над прочими участниками каста незыблемой глыбой и тащит кино на себе, словно локомотив».